# Hamish MacCunn
Hamish MacCunn, właśc. John MacCunn (ur. 22 marca 1868 w Greenock, zm. 2 sierpnia 1916 w Londynie) – szkocki kompozytor i dyrygent operowy.
W 1875 rozpoczął naukę gry na fortepianie u lokalnego nauczyciela, a także grę na skrzypcach u dyrektora lokalnego teatru. Od 1884 do 1886 pobierał kształcenie w zakresie kompozycji u Huberta Parry’ego i Charlesa Villiersa Stanforda, gry na fortepianie u Franklina Taylora oraz gry na skrzypcach u Alfreda Gibsona w Royal College of Music, gdzie wykładał w latach 1888–1894. W 1885 w Pałacu Kryształowym odbyły się prapremiery kantaty The Moss Rose oraz uwertury Cior Mhor  pod dyrekcją Augusta Mannsa. Od 1912 był nauczycielem w Guildhall School of Music. MacCunn pisał m.in. uwertury, opery, utwory fortepianowe, pieśni na głos z fortepianem, utwory chóralne oraz muzykę teatralną.